# Gryta (maträtt)

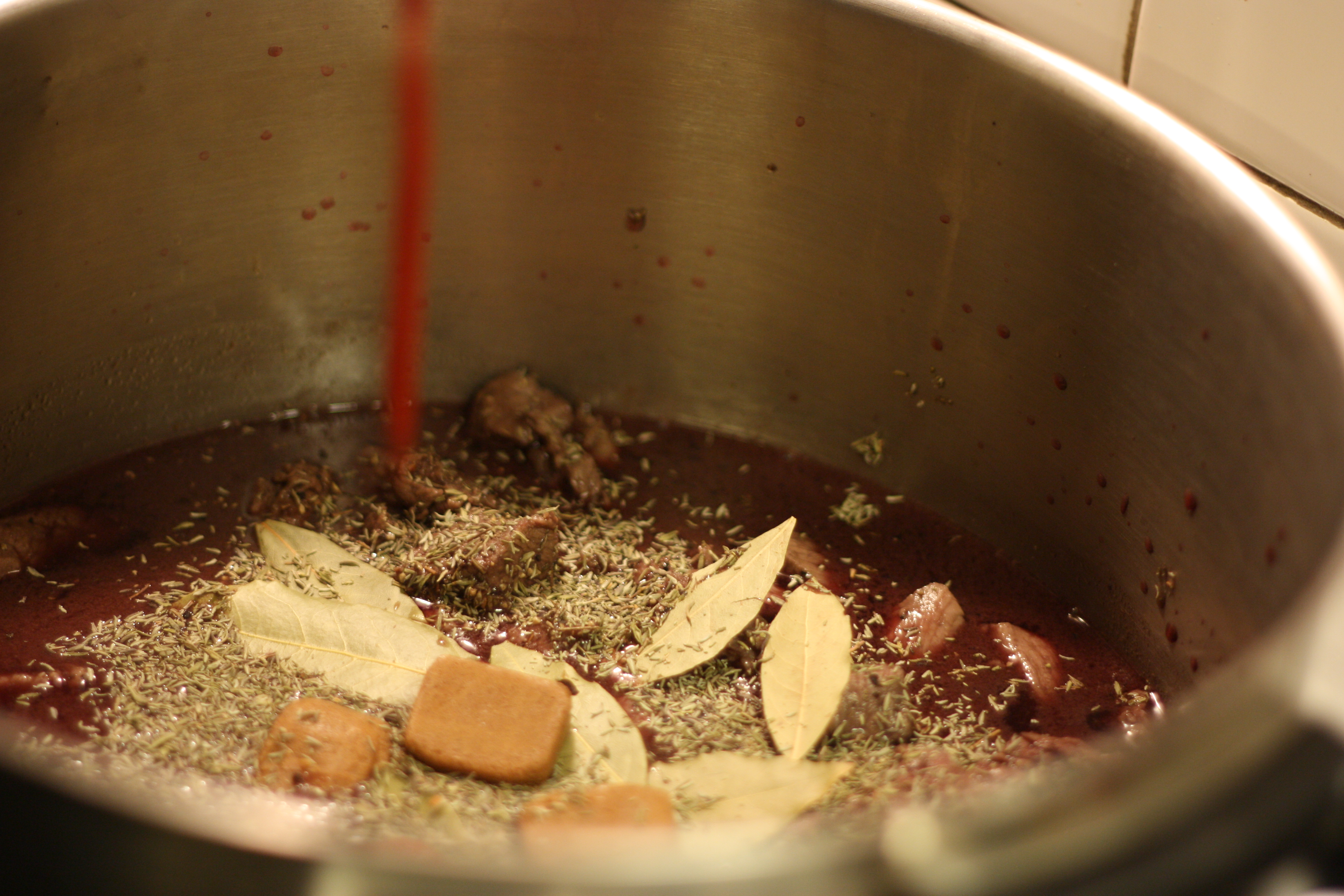
Rödvinsgryta under tillagning.

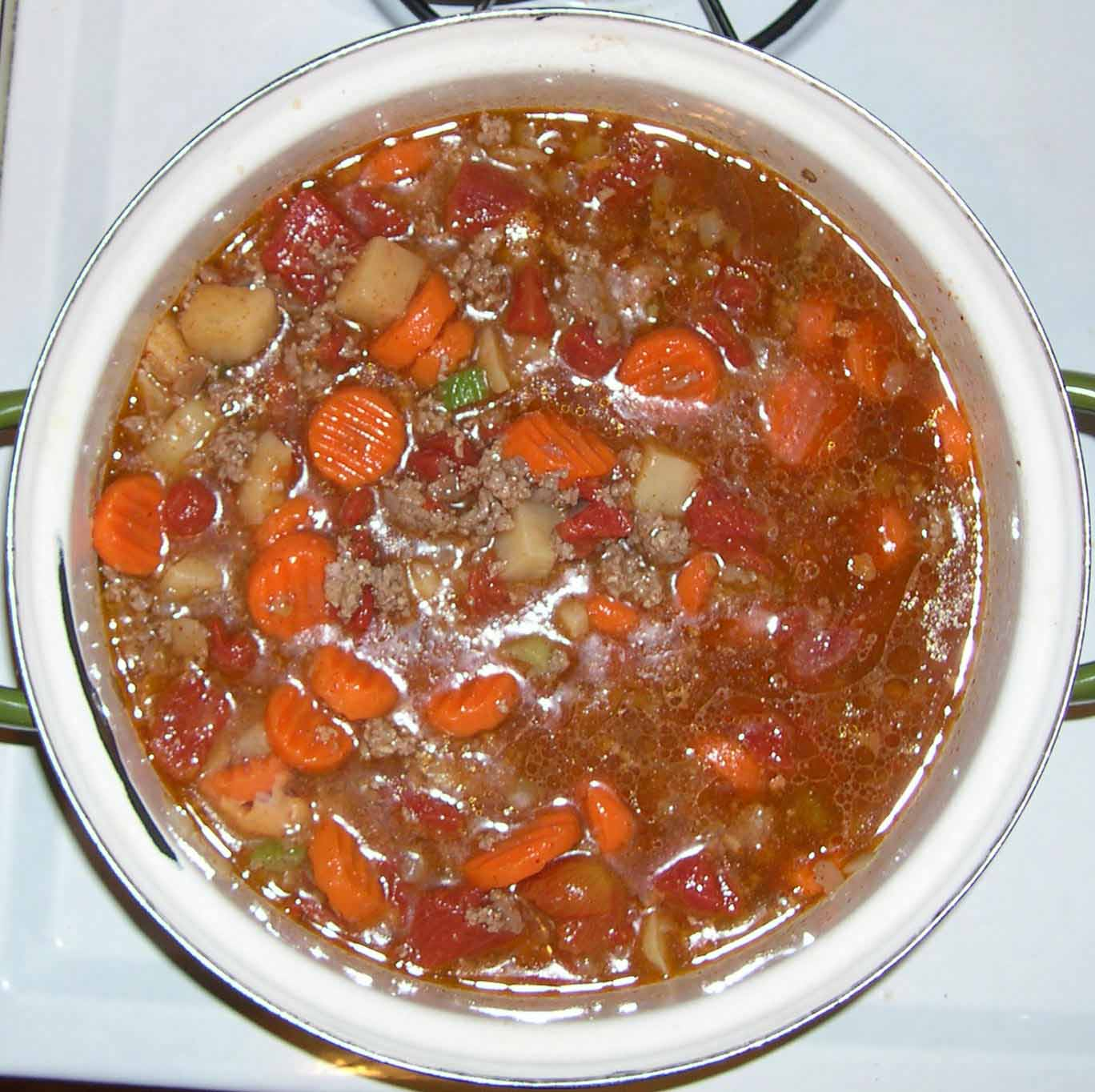
Biffgryta.

En gryta är en maträtt med varierande innehåll. Benämningen avser mer tillagningssättet än ingredienserna.
En gryta består av fasta ingredienser som kött, fisk, fågel och/eller grönsaker och vätska i form av vanligtvis buljong eller vatten. De fasta ingrediensera delas i mindre bitar och kokas i vätskan tillsammans med kryddor tills allt är genomkokt.
Grytan serveras vanligen med potatis eller ris, men kan även serveras som den är, utan någonting till.
Grytan brukar få namn efter huvudingrediensen, som till exempel "kycklinggryta".

## Gryta och soppa
Skillnaden mellan en gryta och en soppa är normalt att grytan har en högre andel fasta ingredienser, ofta i form av större bitar, och en lägre andel vätska. En gryta är ofta avsedd som huvudrätt, och serveras oftare med tillbehör, medan en soppa oftare är avsedd som ett tillbehör. De två kategorierna går dock i varandra, och det är ibland en fråga om tradition och ursprung om en viss rätt beskrivs som en soppa eller en gryta.
Soppa serveras alltid i djup tallrik.

## Köttgryta som metafor
Ordet köttgryta används ibland som metafor för makt.